# Cornelis Andries Backer

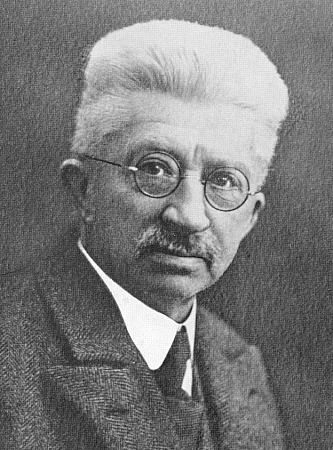
Cornelis Andries Backer (1934)

Cornelis Andries Backer (* 18. September 1874 in Oudenbosch; † 22. Februar 1963 in Heemstede) war ein niederländischer Botaniker. Seine Verdienste liegen hauptsächlich in der Forschung und Klassifizierung der javanischen Pflanzenwelt. Seine botanischen Forschungsreisen unternahm er auf den niederländisch-indischen (heute zu Indonesien gehörenden) Inseln Java und Madura. Sein botanisches Autorenkürzel lautet „Backer“.

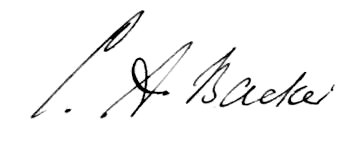
Unterschrift

## Leben und Wirken

### Niederlande (1874–1900)

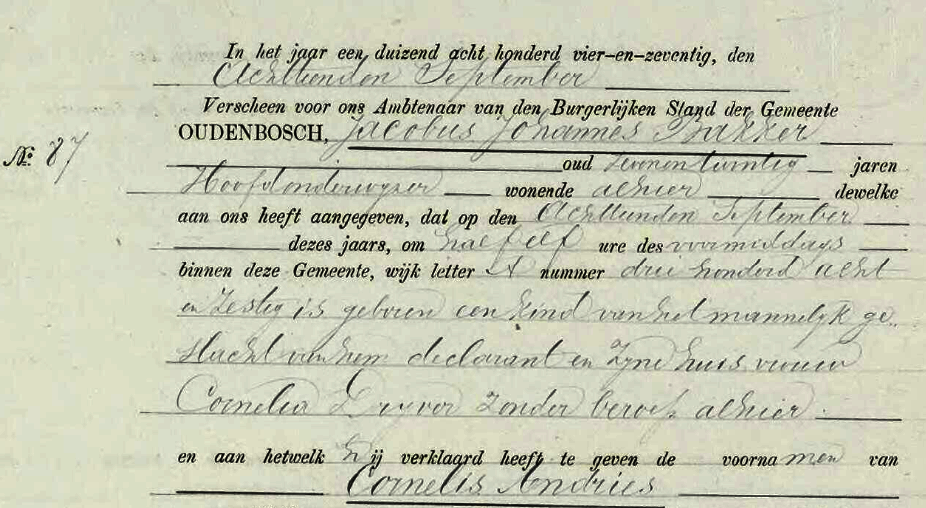
Geburtsurkunde (1874)

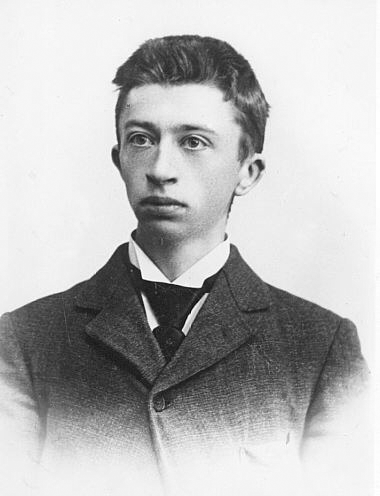
Cornelis Andries Backer (1900)

Backer wurde am 18. September 1874 in Oudenbosch als Sohn eines Volksschullehrers geboren. Auf seiner Geburtsurkunde wurde der Familienname als Bakker anstelle von Backer geschrieben. Er besuchte die Lehrerbildungsanstalt in Haarlem (1889–1893). Hier zeigte er schon Interesse für Botanik. In dieser Zeit begegnete er den niederländischen Botanikern Hendrik Heukels und Eli Heimans.

### Niederländisch-Indien (1901–1930)

#### Weltevreden
Im Jahre 1901 zog Backer nach Niederländisch-Indien. Von 1901 bis 1905 war er als Schullehrer an einem Privatinternat in Weltevreden tätig. Sofort fing er an Pflanzen zu sammeln. Wegen des Fehlens eines guten Florenwerks über die Pflanzen in seiner Gegend beschloss er dann selbst eine Flora zu schreiben, mit den Pflanzenarten in seiner näheren Umgebung als Ausgangspunkt. Diese Tatsache waren Meilensteine seines Lebens und der javanischen Botanik.

#### Buitenzorg

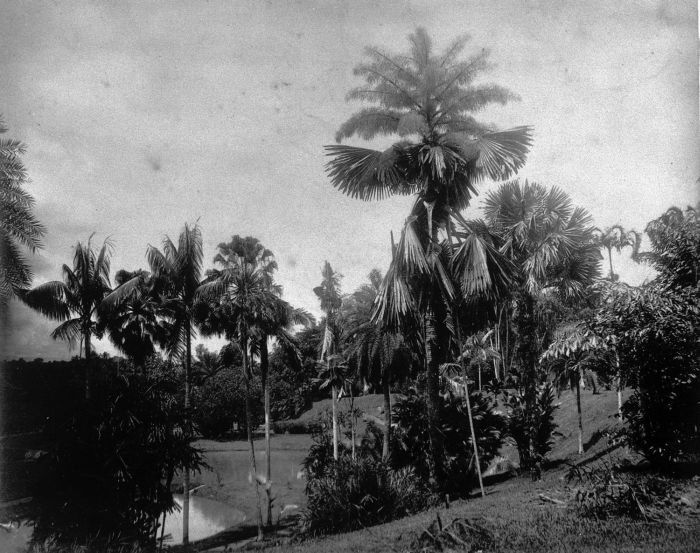
Botanischer Garten von Buitenzorg (1910)

Backer besuchte Melchior Treub, Leiter des Botanischen Gartens von Buitenzorg. Er wurde von Treub als Assistent am botanischen Labor eingestellt und Treub beauftragte ihn, eine Schulflora von Java zu schreiben und an der Landwirtschaftsschule in Buitenzorg zu unterrichten. Von 1905 bis 1924 war Backer für den Botanischen Garten tätig. Er legte ein Herbarium an das nicht weniger als 36.000 Pflanzen enthielt. Er hatte diese Pflanzen auf vielen Expeditionen, oft unter erschöpfenden Bedingungen, auf der Insel Java und auf der Nachbarinsel Madura gesammelt. Er legte dann zu Fuß 30 bis 40 km am Tag zurück.

#### Pasuruan

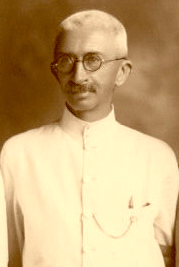
Backer (1930)

Von 1924 bis 1931 war Backer bei der „Versuchsanstalt für die Java-Zuckerindustrie“ in Pasuruan, Ostjava, tätig. Hier erforschte er den Zusammenhang zwischen den Unkraut-Arten in den Zuckerrohrfeldern und dem Ertrag von Zuckerrohr.

#### Das biologische Krakatauproblem
Krakatau (auch Krakatoa) ist eine Vulkaninsel in der Sundastraße zwischen den indonesischen Inseln Sumatra und Java. Der Vulkan brach im Laufe der letzten Jahrhunderte mehrmals aus. Die bekannteste Eruption, bei der die gesamte Vulkaninsel nahezu vollkommen zerstört wurde, ereignete sich am 27. August 1883. Der Krakatau sprengte sich dabei in einer gewaltigen phreatomagmatischen Eruption selbst in die Luft. Die im Sundameer zwischen Java und Sumatra gelegene Vulkaninsel Krakatau wurde durch den gewaltigen Ausbruch ihres Vulkans nebst zwei benachbarten Inseln ihrer ganzen Lebewelt beraubt.
Das biologische Krakatauproblem ist die Frage: Haben Relikte der alten Flora und Fauna die Eruption von 1883 überdauert und Anteil an der Wiederbesiedelung der Krakatau-Inseln? Nach dem Ausbruch wurden einige Expeditionen zur Untersuchung der Pflanzenwelt durchgeführt. Backer hatte an zwei Forschungsreisen teilgenommen (1906 und 1908). In 1929 veröffentlichte Backer sein umstrittenes Buch The problem of Krakatao, as seen by a botanist.  Er behauptete, dass keine vollständige, sondern eine teilweise Vernichtung der Vegetation bei dem Vulkanausbruch am 27. August 1883 stattgefunden hat. Rhizome und Diasporen waren möglicherweise unbeschädigt vergraben und keimten wieder. Tatsächlich kann diese Möglichkeit nicht vollständig ausschließen. Die Untersuchungen im ersten Vierteljahrhundert sind in zu großen und zu ungleichen Abständen und vor allem unter Einsatz von zu wenig Zeit und mit viel zu wenig Hilfsmitteln durchgeführt worden. Die Annahme der völligen Abtötung allen Lebens auf Krakatau durch die Ausbrüche von 1883 basiert nicht auf einer eingehenden biologischen Erforschung im ersten Jahre, sondern auf Feststellungen und Äußerungen von Nichtbiologen. Nur im Jahr 1886 führte der erste Botaniker, Melchior Treub, eine Untersuchung der Pflanzenwelt durch. Jedoch in 1884 waren schon Gräser an den Hängen von dem niederländischen Geologe Rogier Verbeek wahrgenommen.

### Rückkehr in die Niederlande (1931–1963)

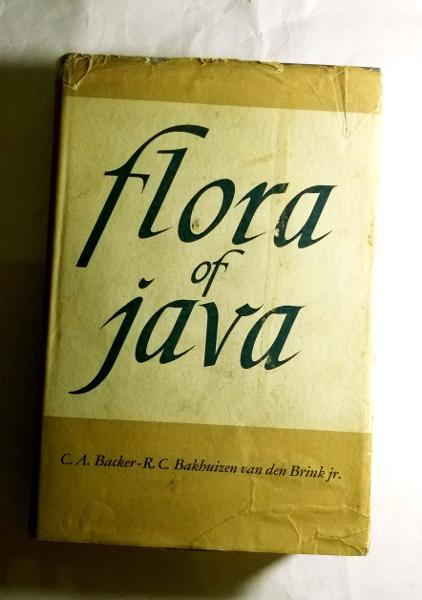
Flora of Java, Band 3 (1968)

In 1931 kehrte Backer mit seiner Familie in die Niederlande zurück. Die Familie siedelte sich erst in Haarlem und später in Heemstede an.
1936 erschien sein Verklarend woordenboek der wetenschappelijke namen van de in Nederland en Nederlandsch Indië in het wild groeiende en in tuinen en parken gekweekte varens en hoogere planten. In diesem Wörterbuch werden die wissenschaftlichen Namen der Pflanzen der Niederlande und von Niederländisch-Indien erläutert. Es ist eine reichhaltige Quelle für Forschungen zu den Namenserklärungen. Backer hat alle Angaben selbst erarbeitet oder sie überprüft.
Bis zu seinen letzten Jahren widmete er sich seinem Opus magnum Flora of Java. Am 22. Februar 1963 starb Cornelis Andries Backer in Heemstede. Er wurde 88 Jahre alt.
Das umfassende, auf Englisch geschriebene Werk Flora of Java wurde in drei Teilen (1963, 1965, 1968) postum veröffentlicht. Der Mitautor war der Botaniker Reinier Cornelis Bakhuizen van den Brink Junior (1911–1987). In dieser Flora sind circa 6700 Pflanzenarten aufgelistet und beschrieben.

## Ehrungen

### Ehrendoktor
In 1936 verlieh die Universität Utrecht auf Empfehlung der Professoren Victor Jacob Koningsberger und August Adriaan Pulle an Backer die Auszeichnung Ehrendoktor wegen hervorragender Verdienste auf botanischem Gebiet. Die Ehrendoktorwürde wurde während der Dreihundertjahrfeier der Universität verliehen.

### Nach Backer benannter Pflanzenarten

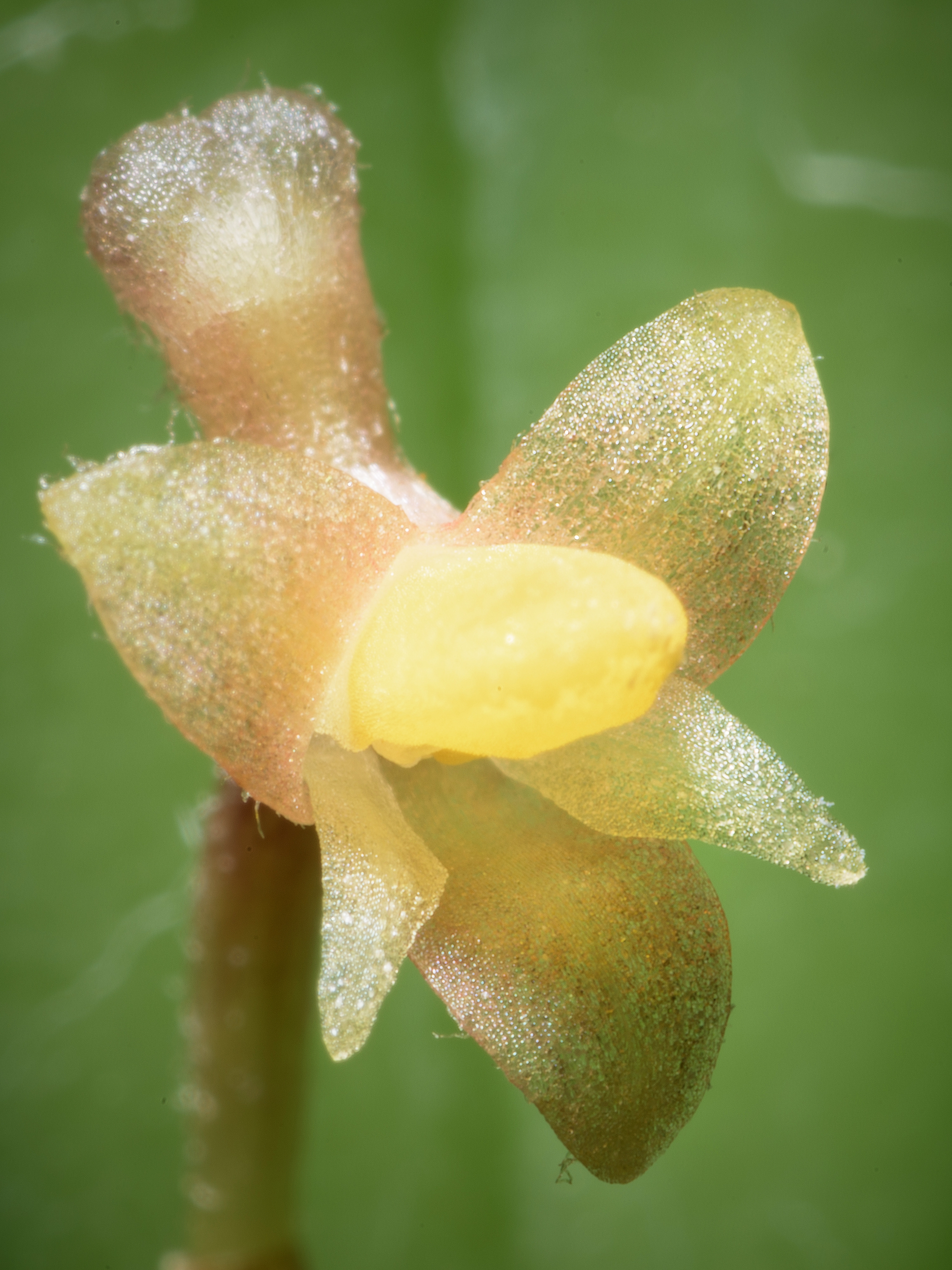
Orchidee Ceratostylis backeri. Habitat: Zentral- und West-Java – auf 1500 bis 2500 m Höhe – wächst als Epiphyt auf kleinen Bäumen.

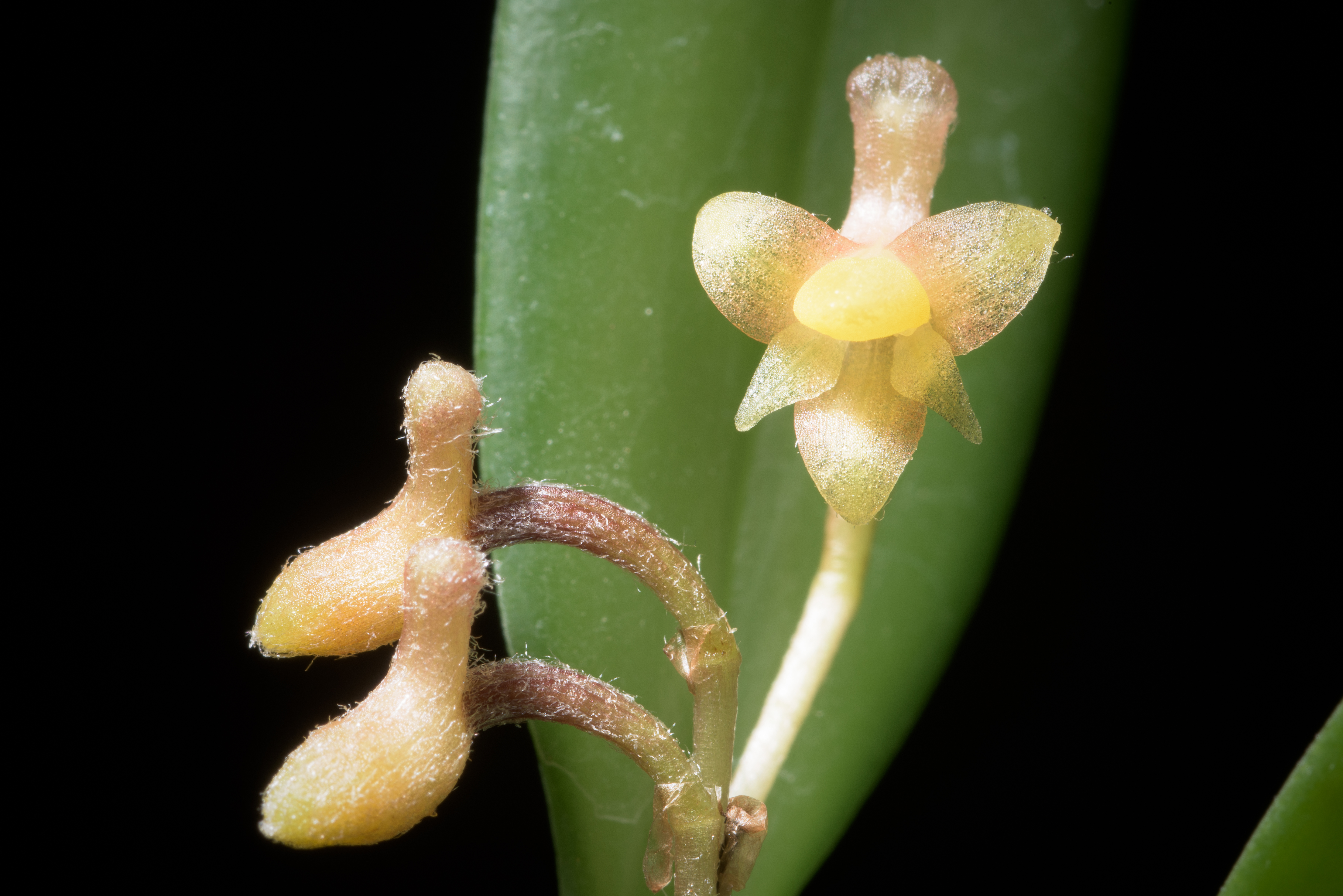
Ceratostylis backeri

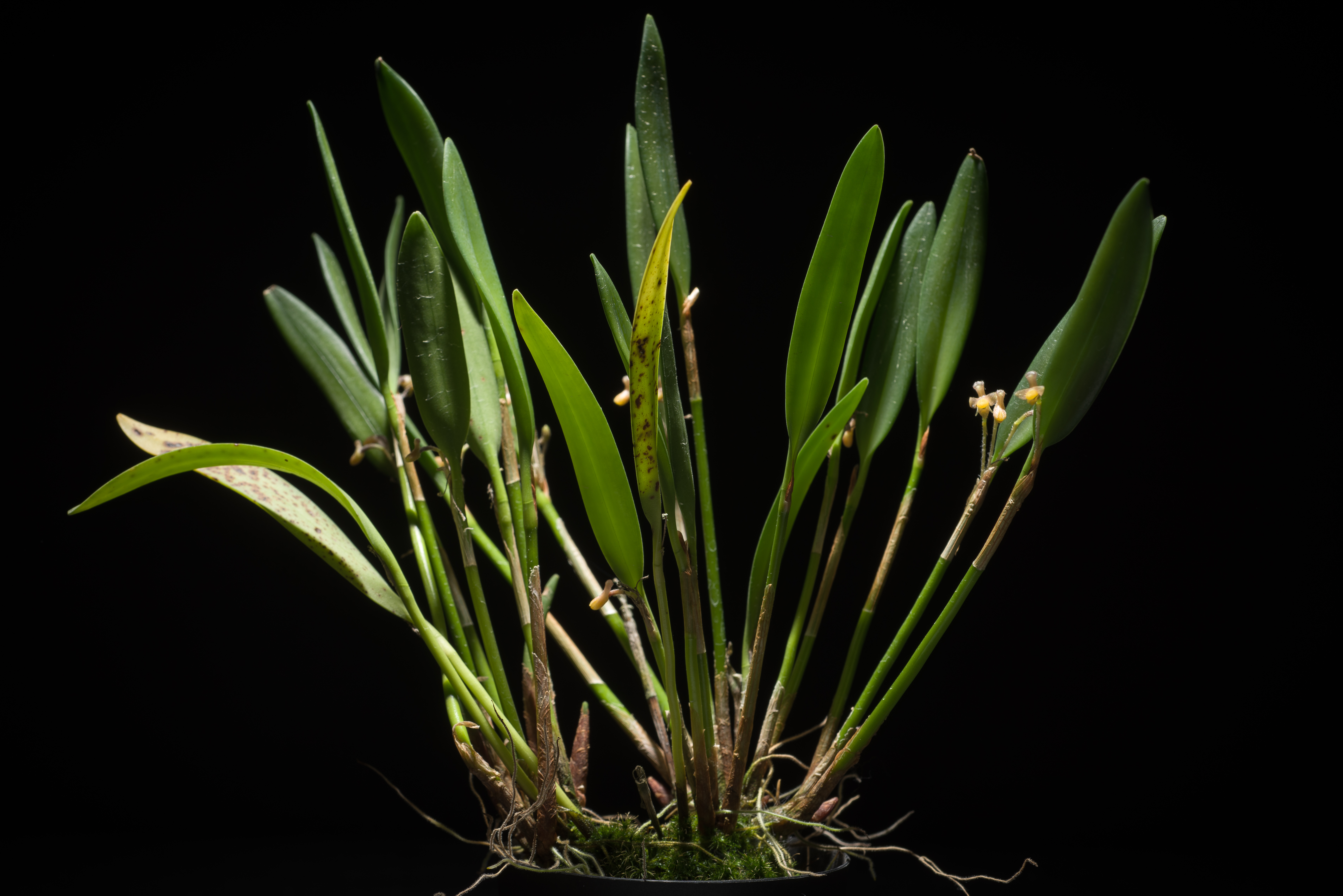
Ceratostylis backeri

In 1943 wurde die Pflanzengattung Backeria aus der Familie der Schwarzmundgewächse (Melastomataceae) nach Backer von dem niederländischen Botaniker Reinier Cornelis Bakhuizen van den Brink Junior (1911–1987) benannt.
Nach Backer sind die folgenden Pflanzenarten benannt (Art-Epitheton: backeri):
- Ceratostylis backeri – Johannes Jacobus Smith 1913
- Dryopteris backeri – Cornelis Rugier Willem Karel van Alderwerelt van Rosenburgh 1908
- Elatostema backeri – Hilde Schröter 1936
- Euphorbia backeri Ferdinand Albin Pax & Käthe Hoffmann 1938
- Fagara backeri – Reinier Cornelis Bakhuizen van den Brink Junior (Bakh.f.) 1950 (zur Zeit: Zanthoxylum backeri (Bakh.f.) Thomas Gordon Hartley 1966)
- Freycinetia backeri – Benjamin Clemens Masterman Stone 1971
- Habenaria backeri Johannes Jacobus Smith 1914
- Ixora backeri – Cornelis Eliza Bertus Bremekamp 1937
- Lepidagathis backeri – Cornelis Eliza Bertus Bremekamp 1948
- Nasturtium backeri – Otto Eugen Schulz 1925 (zur Zeit: Rorippa backeri (O.E.Schulz) Jonsell 1979)
- Parastrobilanthes backeri – Cornelis Eliza Bertus Bremekamp 1944
- Pavetta backeri – Cornelis Eliza Bertus Bremekamp 1934
- Rostellularia backeri – Cornelis Eliza Bertus Bremekamp 1948
- Sterculia backeri – I. Gusti M. Tantra 1976

## Schriften und Werke
- 1907: Flora van Batavia.  Batavia, G. Kolff.
- 1908: Voorlooper eener schoolflora voor Java.  Batavia, Departement van Landbouw, G. Kolff.
- 1909: De flora van het eiland Krakatau. In: De opneming van de Krakatau-Groep in Mei 1908. Jaarverslag van den Topographischen dienst in Nederlandsch-Indie over 1908.  4:189–191.
- 1911:  Schoolflora voor Java (Mitautor: Dirk Fok van Slooten), Weltevreden, Visser & Co.
- 1912: Aanteekenboekje voor het plantkundig onderwijs in de lagere klassen van middelbare scholen (Mitautor: A.J. Koens), Weltevreden, Visser & Co.
- 1912: Sawah planten, De Tropische Natuur 1: 129–135.
- 1913: Kritiek op de Exkursionsflora von Java (bearbeitet von Dr. S.H. Koorders).  Weltevreden, Visser & Co.
- 1913: Sawah planten, De Tropische Natuur 2: 74–76, 81–85, 118–122, 132–133.
- 1914: Sawah planten, De Tropische Natuur 3: 55–62.
- 1917–1922: Indische duinplanten, De Tropische Natuur 6: 73–78, 89–92, 97–100, 145–147; 7: 5–11, 55–59; 8: 6–10; 9: 173–191; 10: 12–17; 11: 131–140; 12: 17–22.
- 1924: Geïllustreerd handboek der Javaansche theeonkruiden en hunne betekenis voor de cultuur (Mitautor: Dirk Fok van Slooten), Batavia, Ruygrok.
- 1924–1928: Handboek voor de flora van Java (3 Bände), Batavia, Ruygrok.
- 1928–1934: Onkruidflora der Javasche Suikerrietgronden.  Pasoeroean, Proefstation voor de Java-Suikerindustrie.
- 1929: The problem of Krakatao as seen by a botanist.  Weltevreden, Visser & Co., ’s-Gravenhage, Martinus Nijhoff.
- 1936: Verklarend woordenboek der wetenschappelijke namen van de in Nederland en Nederlandsch Indië in het wild groeiende en in tuinen en parken gekweekte varens en hoogere planten.  Groningen, P. Noordhoff N.V., Batavia, Noordhoff-Kolff.
- 1931: De vermeende sterilisatie van Krakatau in 1883,  Vakblad voor Biologen XII: 157–162.
- 1936: Verwideringscentra op Java van uitheemsche planten, De Tropische Natuur 25: 51–60.
- 1939: Varenflora voor Java: overzicht der op Java voorkomende varens en varenachtigen, hare verspreiding, oekologie en toepassingen (Mitautor: O. Posthumus), Buitenzorg, ’s Lands Plantentuin.
- 1940–1948: Beknopte flora van Java (7 Bände), (nooduitgave), Leiden, Rijksherbarium.
- 1951: Sonneratiaceae (Mitautor: Cornelis van Steenis), Flora Malesiana 74: 280–289.
- 1949: Dutch-English taxonomic-botanical vocabulary.  Leiden, Rijksherbarium & Flora Malesiana.
- 1963–1965–1968: Postum. Flora of Java (3 Bände), (Mitautor: Reinier Cornelis Bakhuizen van den Brink Junior), Groningen, Noordhoff.
- 1973: Postum. Atlas of 220 Weeds of Sugar-cane Fields in Java.  Deventer, Ysel Press.
- 2000: Neuauflage. Verklarend woordenboek der wetenschappelijke namen van de in Nederland en Nederlandsch Indië in het wild groeiende en in tuinen en parken gekweekte varens en hoogere planten.  Amsterdam/Antwerpen, L.J. Veen.